# Federico Milo
Federico Emanuel Milo (Quilmes, 10 gennaio 1992) è un calciatore argentino, difensore del Temperley.

## Caratteristiche tecniche
È un terzino sinistro.

## Carriera
Cresciuto nelle giovanili dell'Arsenal Sarandí, debutta in prima squadra il 22 settembre 2013, disputando da titolare il match pareggiato 1-1 contro il Rosario Central.

## Palmarès

### Club

#### Competizioni nazionali
- Copa Argentina: 1

Arsenal Sarandí: 2012-2013